# Balstraat
De Balstraat is een straat in het historisch centrum van Brugge.

## Beschrijving
Oorspronkelijk heette de straat Balcstraat en dit verwees naar een familienaam. In de documenten vindt men de naam vroeg terug:
- 1298: Balcstrate;
- 1398: in de Balcstraete;
- 1427: op den houck van de Balcstrate;
- 1543: in de Balcstrate bachten Jerusalem.

Het is pas in 1559 dat voor het eerst Balstraat in een document voorkomt.
De familie Balc was aanwezig in Brugge, vooral in de eerste helft van de 14de eeuw. Ofwel woonde iemand met die naam in de straat of was er een Balc eigenaar van de grond.
De straat loopt van het Kantwerkstersplein (eigenlijk Jeruzalemstraat) naar de Rolweg. In deze straat ligt het Volkskundig Museum van de stad Brugge aan de ene kant, en aan de andere kant de Jeruzalemkerk, met godshuisjes en een vroegere school die aan de Brugse kant gewijd zijn.
Een paar woningen van het godshuistype werden in de jaren 1950 samengevoegd en als woonhuis gerenoveerd door Firmin Raes, hoofdman van de Kamer van rhetorica van de Weerde Drie Santinnen. Hij gaf hiermee een signaal voor het nuttig hergebruiken van verwaarloosde schilderachtige panden, daar waar slopen tot dan toe de voorkeur genoot. Het was in deze woning dat enkele Bruggelingen in 1966 vergaderden en de vereniging voor het behoud en vernieuwen van het onroerend erfgoed Marcus Gerards oprichtten.